# Rockaway Avenue (stacja metra na New Lots Line)
Rockaway Avenue – stacja metra nowojorskiego, na linii 2, 3 i 4. Znajduje się w dzielnicy Brooklyn, w Nowym Jorku i zlokalizowana jest pomiędzy stacjami Saratoga Avenue i Junius Street. Została otwarta 24 grudnia 1920.